# Villa de los Misterios
La Villa de los Misterios o Villa dei Misteri es una ruina bien conservada de una villa romana que queda a unos 800 metros al noroeste de Pompeya y a unos 200 de la Puerta de Herculano. Se puede llegar a ella desde Pompeya. Queda en las afueras de la ciudad principal, separada de ella por una carretera con monumentos funerarios a ambos lados (una necrópolis) así como las murallas de la ciudad. La Villa de los Misterios está considerada una villa suburbana, con una relación cercana con la ciudad, pero en las afueras de ella. Desde el año 1997 forma parte del sitio Patrimonio de la Humanidad llamado «Zonas arqueológicas de Pompeya, Herculano y Torre Annunziata», en concreto con el Código 829-002.

## Historia
Aunque cubierta por metros de ceniza y otro material volcánico, la villa sufrió algunos daños menores en la erupción del Vesubio en el año 79, y la mayoría de sus paredes, techos, y más en particular sus frescos sobrevivieron en gran medida intactos. 
Fue construida en la primera mitad del siglo II a. C. y fue muchas veces remodelada y ampliada. Se presenta como una construcción de cuatro lados circundada por una terraza panorámica. Después del terremoto del año 62 la Villa cambió de propietarios y de usos: de vivienda señorial pasó a establecimiento agrícola. La propiedad de la Villa es desconocida, como ocurre con muchas casas privadas de la ciudad de Pompeya. Sin embargo, algunos objetos proporcionan claves tentadoras. Un sello de bronce encontrado en la villa menciona a L. Istacidius Zosimus, un liberto de la poderosa familia Istacidii. Los eruditos lo han propuesto como propietario de la villa o supervisor de la reconstrucción después del terremoto del año 62. En lugar de ello, la presencia de una estatua de Livia, esposa de Augusto, ha hecho que algunos historiadores consideraran que ella era la propietaria.

## Arquitectura y arte

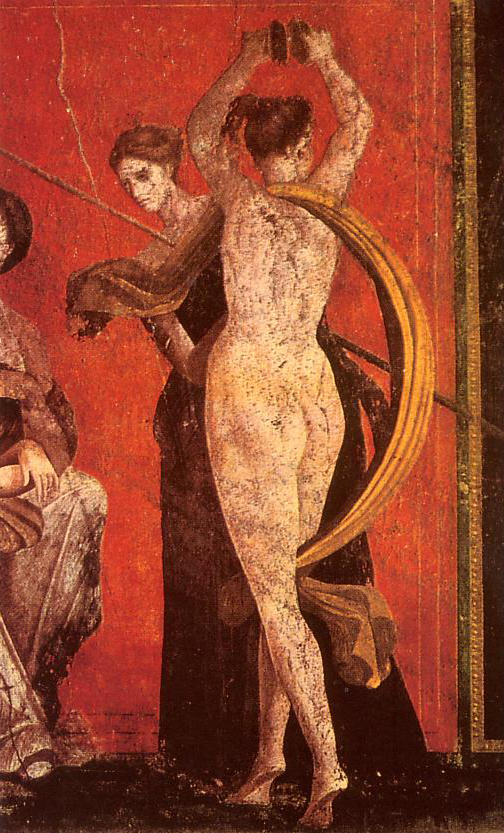
Villa de los misterios (detalle).

La Villa tenía bellas salas tanto para comer como para el ocio, y espacios más funcionales. Una prensa de vino fue descubierta cuando se excavó la Villa y ha sido restaurada a su ubicación original. No era infrecuente en las casas de los muy ricos incluir zonas para la producción de vino, aceite de oliva u otros productos agrícolas, especialmente desde que muchos romanos de la élite eran propietarios de granjas o huertos en la proximidad de sus villas. Es un ejemplo de una vivienda de gran lujo unida a una explotación agropecuaria. Se integra en el paisaje mediante grandes pórticos y galerías que dan a jardines colgantes. En este sentido, la Villa de los Misterios resulta muy distinta de las casas encontradas en la ciudad.
La Villa recibe su nombre por las pinturas en una habitación de la residencia. Este espacio pudo haber sido un triclinium, y está decorado con frescos del siglo I a. C. del tipo megalografía. Aunque el tema real es objeto de controversia, la interpretación más usual de las imágenes es que se trata de la iniciación de una mujer en un culto especial a Dioniso, un culto mistérico que requería ritos específicos y rituales para convertirse en miembro. Del resto de interpretaciones, la más destacada es la de Paul Veyne, quien cree que representa a una joven pasando por los ritos del matrimonio.
Las imágenes son muy elocuentes: un niño leyendo el ritual bajo la supervisión de una matrona, una joven que lleva una bandeja con ofrendas, un grupo de señoras en una celebración sacramental, un sileno que toca una lira mientras una jovencita ofrece su seno a una cabra, otro viejo sileno ofrece bebidas a un pequeño sátiro mientras otro más joven le alcanza una máscara teatral, entre muchas otras. También se representan las bodas de Dioniso y Ariadna.
Como en otras zonas de Pompeya y Herculano, se encontraron una serie de cuerpos en la villa de los que se hicieron modelos en yeso.